# FEI-Weltcup Vierspännerfahren
Der FEI-Weltcup Vierspännerfahren (FEI World Cup™ Driving) ist eine seit dem Jahr 2001 vom Internationalen Pferdesportverband (FEI) ausgetragene Hallen-Turnierserie. 
Die Idee für den Fahrer-Weltcup hatte der Schweizer Max E. Ammann, der zuvor bereits den Weltcup der Springreiter erdacht hatte. Die Serie findet im Winterhalbjahr statt und ist auf Europa begrenzt. Höhepunkt ist das Weltcupfinale, das meistens im April stattfindet.

## Qualifikation zum Weltcup (Sommer)
Die Fahrer qualifizieren sich den Sommer über in Qualifikationsturnieren. Die Qualifikation ist immer unabhängig von den Pferden des Gespanns. 2010 gab es insgesamt sechzehn Qualifikationsturniere. Vier davon wurden in Deutschland ausgetragen (CAIO Aachen, Deutsches Fahrderby, CAI Lähden, CAI Donaueschingen) und eines fand in Österreich (CAI Altenfelden) statt. Es wird eine Rangliste für die Qualifikation geführt. Damit ein Turnier für die Rangliste zählt, müssen hier mindestens Fahrer aus drei Nationen gestartet sein. 
Die besten zehn Fahrer der Rangliste qualifizieren sich für die folgende Weltcupsaison. Pro Nation dürfen jedoch nur drei Fahrer am Weltcup teilnehmen. Deshalb rücken die Nächstplatzierten nach, wenn mehr als drei Fahrer einer Nation in der Top 10 sind oder ein Fahrer verzichtet.

## Weltcup
Im Winterhalbjahr findet der eigentliche Weltcup mit fünf bis neun Turnieren statt. An jedem Turnier dürfen sechs bis acht Fahrer teilnehmen. Dabei werden fünf Startplätze an Fahrer vergeben, die sich über die Rangliste qualifiziert haben. Die restlichen Startplätze werden durch Wildcards vergeben.
Jedes Weltcupturnier besteht aus einer „Warmup“-Prüfung (Hindernisfahren gegen Zeit, ein Umlauf) sowie einer Weltcupprüfung (Hindernisfahren gegen Zeit, zwei Umläufe). Beide Prüfungen sind für die Teilnehmer verpflichtend.

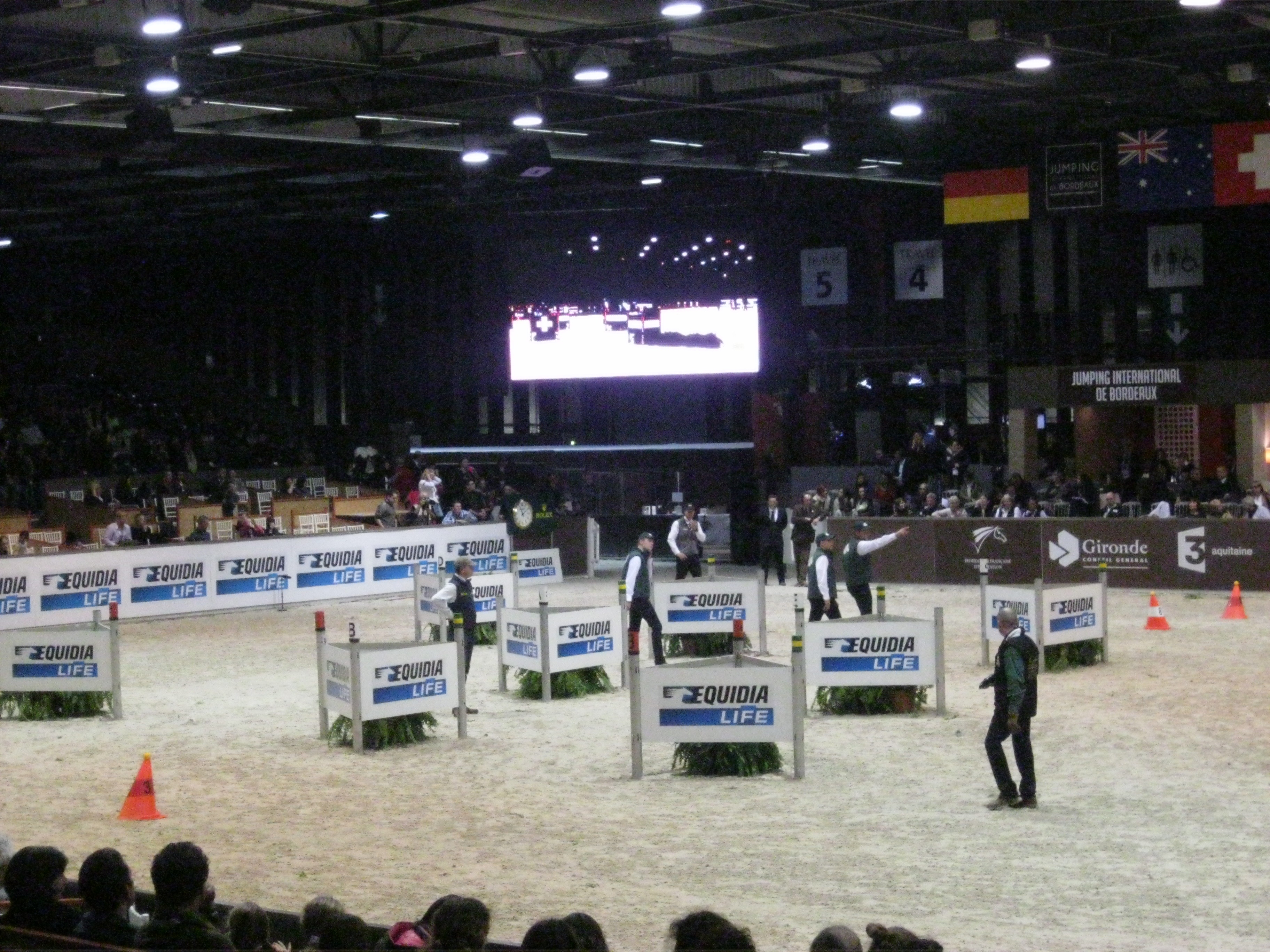
Fahrer begehen Marathonhindernis
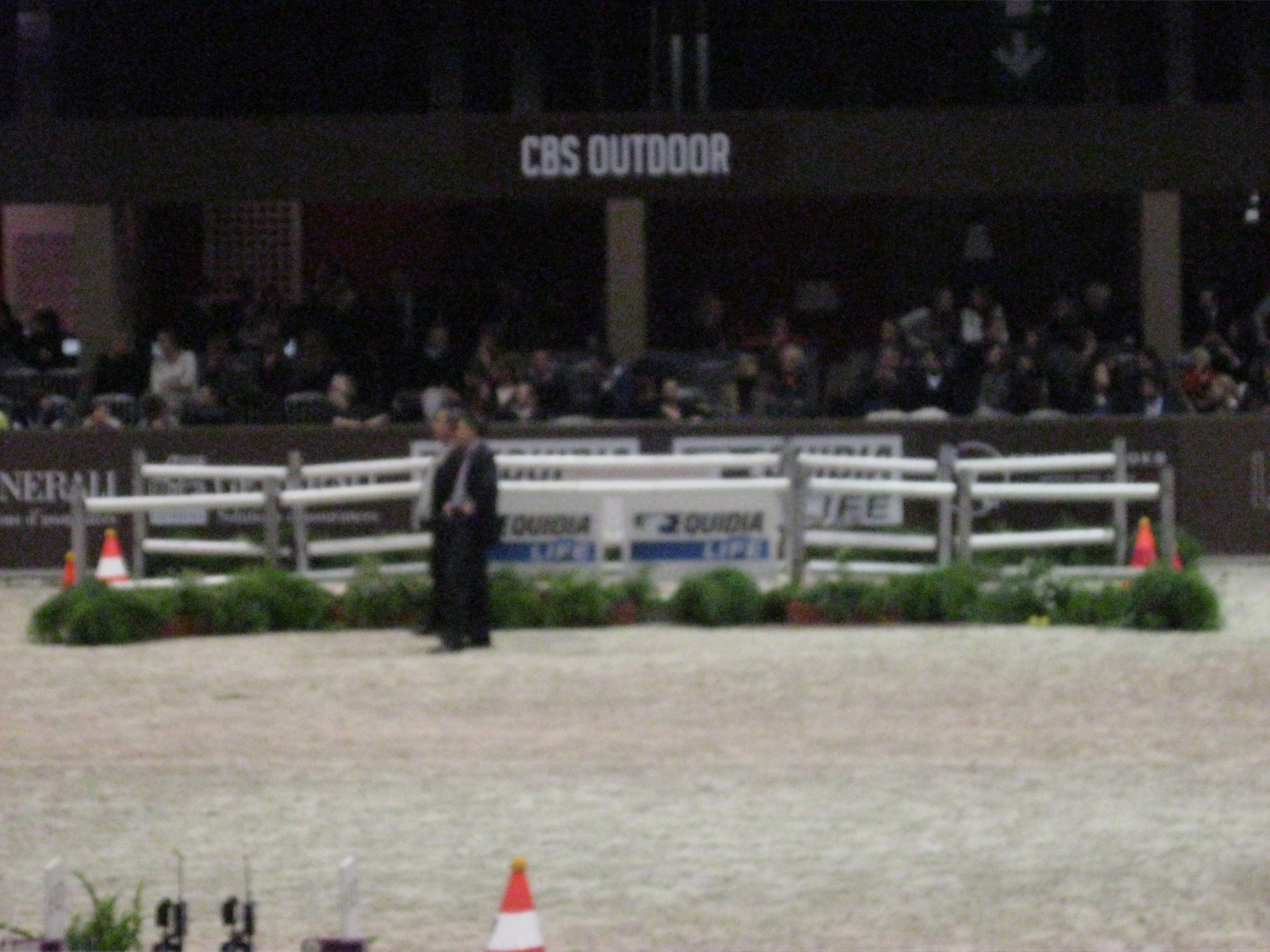
Brücke
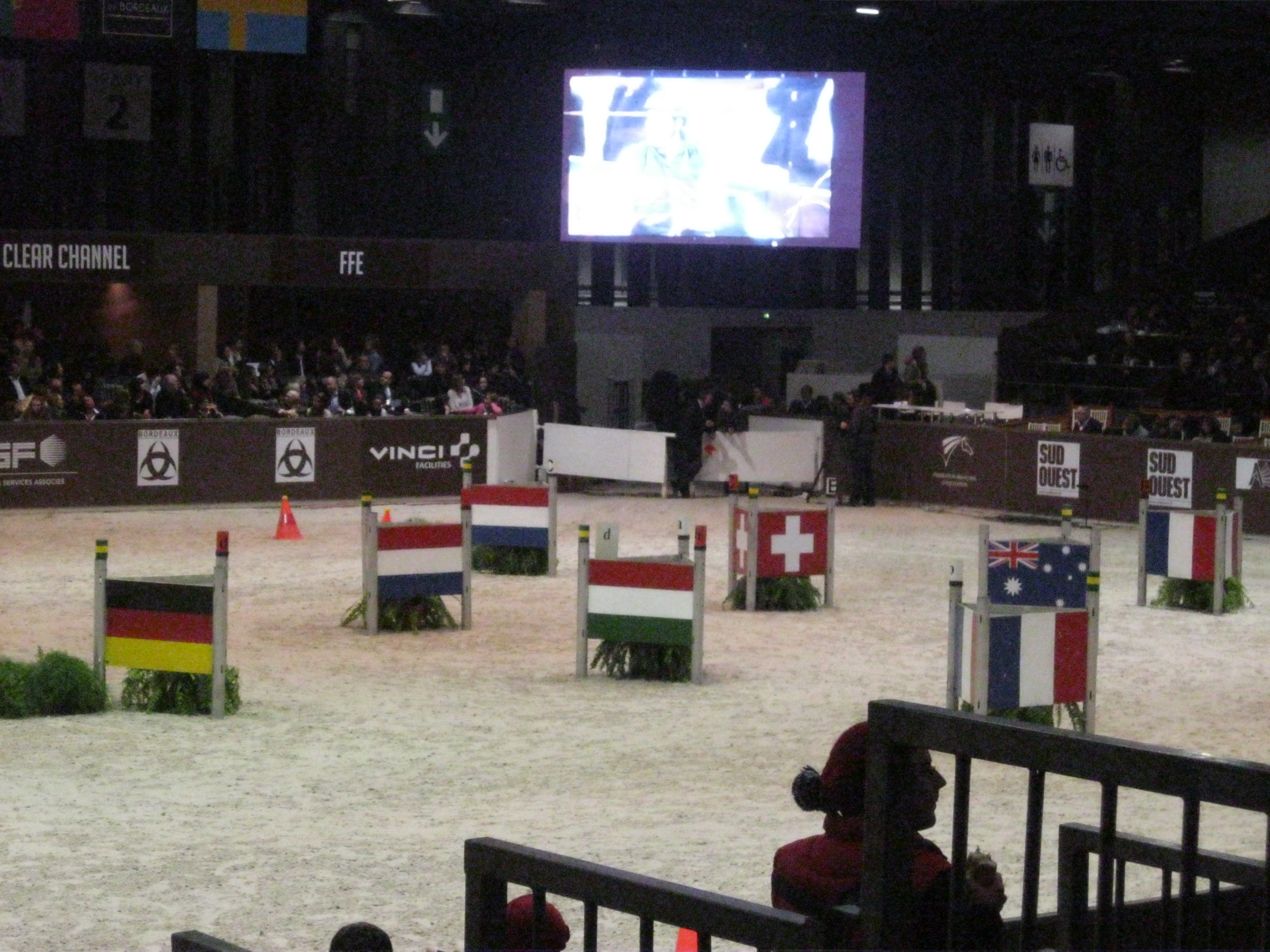
Marathonhindernis mit Kegelpaar im Hintergrund

Die Prüfungen sind eine Kombination zwischen dem Kegelfahren und dem Marathonfahren. Der Parcours besteht meistens aus zwei Marathon-Hindernissen an jedem Ende der Bahn und mehreren Kegelpaaren dazwischen sowie einer Brücke. Die Hindernisse müssen fehlerfrei, in der richtigen Reihenfolge und so schnell wie möglich gefahren werden. 
Für Platzierungen bei den Weltcup-Turnieren bekommen die Fahrer Punkte, mit denen sich die fünf bestplatzierten Fahrer für das Weltcup-Finale qualifizieren. Beim Finale beginnen alle Fahrer wieder bei Null. Wenn ein Teilnehmer ausscheidet und aufgibt, erhält er keine Punkte für diese Prüfung.
| Platz | Wertungspunkte | Platz | Wertungspunkte |
| ----- | -------------- | ----- | -------------- |
| 1     | 10             | 5     | 2              |
| 2     | 7              | 6     | 1              |
| 3     | 5              | 7     | 1              |
| 4     | 3              | 8     | 1              |

Aktuelle Stationen des Weltcups sind (Stand: Februar 2016):
- Stuttgart, Stuttgart German Masters, seit 2001/2002 Weltcupstation
- Madrid, seit 2015/2016 Weltcupstation
- Stockholm, Göteborg Horse Show, seit 2001/2002 Weltcupstation
- Schweiz, CHI Genf, 2002/2003 und seit 2005/2006 Weltcupstation, 2009/2010 Weltcupfinale
- London, Olympia London International Horse Show, seit 2012/2013 Weltcupstation
- Mechelen, seit 2001/2002 Weltcupstation
- Leipzig, Partner Pferd, seit 2002/2003 Weltcupstation, 2007/2008 und 2010/2011 Weltcupfinale
- Bordeaux, Jumping International de Bordeaux 2001/2002, 2002/2003 und 2010/2011 Weltcupstation, seit 2012/2013 Weltcupfinale

Ehemalige Stationen des Weltcups sind:
- Windsor, in der Saison 2005/2006 Weltcupstation
- Amsterdam, 2001/2002 und 2006/2007 Weltcupstation
- Dortmund, in der Saison 2001/2002 Weltcupstation
- Vigo, 2002/2003 und 2003/2004 Weltcupstation
- ’s-Hertogenbosch, Indoor Brabant, von 2001/2002 bis 2004/2005 Weltcupstation
- Göteborg, Göteborg Horse Show, von 2001/2002 bis 2004/2005 Weltcupstation; 2005/2006, 2006/2007 und 2008/2009 Weltcupfinale
- Hannover, German Classics, von 2004/2005 bis 2013/2014 Weltcupstation
- Verona, Fieracavalli, in der Saison 2013/2014 Weltcupstation
- Budapest, von 2008/2009 bis 2014/2015 Weltcupstation

## Weltcupfinale
Das Weltcupfinale findet jeweils zwischen Januar und April, am Ende einer Weltcupsaison, statt. Das Weltcupfinale besteht wie die Weltcupturniere aus einer „Warmup“-Prüfung (Hindernisfahren gegen Zeit, ein Umlauf) sowie einer oder zwei Weltcupfinalprüfungen (Hindernisfahren gegen Zeit, zwei Umläufe). Die Prüfungen sind identisch zu den Weltcupprüfungen ausgebaut. Der Sieger wird hierbei anhand des Siegers des einen oder anhand des Durchschnitts der Ergebnisse der zwei Prüfungen ermittelt.
Das Weltcupfinale wurde erstmals am Ende der Saison 2005/2006 durchgeführt, zuvor war der Führende der Gesamtwertung am Ende des Weltcupsaison Weltcupsieger.
| Weltcup- saison | Austragungsort des Weltcupfinales | Weltcupsieger                                                                                | Zweitplatzierter                                                                            | Drittplatzierter                                                                |
| --------------- | --------------------------------- | -------------------------------------------------------------------------------------------- | ------------------------------------------------------------------------------------------- | ------------------------------------------------------------------------------- |
| 2001/2002       | kein Finale                       | Michael Freund                                                                               | Chester Weber                                                                               | Christoph Sandmann                                                              |
| 2002/2003       | kein Finale                       | Michael Freund                                                                               | Boyd Exell                                                                                  | Christoph Sandmann                                                              |
| 2003/2004       | kein Finale                       | Michael Freund                                                                               | Boyd Exell                                                                                  | Christoph Sandmann                                                              |
| 2004/2005       | kein Finale                       | IJsbrand Chardon                                                                             | Michael Freund                                                                              | Werner Ulrich                                                                   |
| 2005/2006       | Göteborg                          | IJsbrand Chardon                                                                             | Michael Freund                                                                              | Werner Ulrich                                                                   |
| 2006/2007       | Göteborg                          | Michael Freund                                                                               | IJsbrand Chardon                                                                            | Christoph Sandmann                                                              |
| 2007/2008       | Leipzig                           | Christoph Sandmann                                                                           | Benjamin Aillaud                                                                            | IJsbrand Chardon                                                                |
| 2008/2009       | Göteborg                          | Boyd Exell                                                                                   | IJsbrand Chardon                                                                            | Koos de Ronde                                                                   |
| 2009/2010       | Le Grand-Saconnex bei Genf        | Boyd Exell                                                                                   | Koos de Ronde                                                                               | IJsbrand Chardon                                                                |
| 2010/2011       | Leipzig (Weltcupfinale 2011)      | Boyd Exell                                                                                   | József Dobrovitz                                                                            | IJsbrand Chardon                                                                |
| 2011/2012       | Bordeaux                          | Boyd Exell                                                                                   | IJsbrand Chardon                                                                            | Koos de Ronde                                                                   |
| 2012/2013       | Bordeaux                          | Koos de Ronde                                                                                | Boyd Exell                                                                                  | IJsbrand Chardon                                                                |
| 2013/2014       | Bordeaux                          | Boyd Exell Bajnok, Spitfire, Clinton Star und Ajax                                           | Daniel Schneiders Cabus, Costa, Hermes und Twister                                          | Koos de Ronde Palero, Tommy, Celina und Zimba                                   |
| 2014/2015       | Bordeaux                          | Boyd Exell Bajnok, Clinton Star, Conversano 49 Poker und Ajax                                | Christoph Sandmann Donner, Fax, Lerry und Lucky                                             | IJsbrand Chardon Maestoso x-30 Magus, Inci, Illem und Feles                     |
| 2015/2016       | Bordeaux                          | IJsbrand Chardon Illem, Maestoso x-30 Magus, Aladin und Feles                                | Boyd Exell Conversano Cselentan, Lucky, Clinton Star und Bajnok                             | Koos de Ronde Bònusz, Palero, Joep und Oosterwijk's Kasper                      |
| 2016/2017       | Göteborg                          | Boyd Exell Bajnok, Clinton Star, Costa 49 und Demi                                           | Jérôme Voutaz Belle du Peupe, Eva III, Folie des Moulins und Leny                           | Koos de Ronde Amadeo V, Celina 6, Joep und Oosterwijk's Kasper                  |
| 2017/2018       | Bordeaux                          | Boyd Exell Bajnok, Clinton Star, Conversano Poker und Demi                                   | Jérôme Voutaz Leon, Folie des Moulins CH, Eva III CH und Belle du Peupe CH                  | Koos de Ronde Palero, Tilou de Calou, Halloween und Tommy                       |
| 2018/2019       | Bordeaux                          | Bram Chardon Incitato Pandur, Dreef Inca, Conversano XXIV-3 2l und Siglavy Capriola Kapitany | Koos de Ronde Oosterwijk's Kasper, Ikar, Favory Allegra Futar und Tjibbe                    | Glenn Geerts Szellem, Maestoso XLV-1-1, Maestoso XLV-3 und Maestoso LI-10       |
| 2019/2020       | Bordeaux                          | Boyd Exell Bajnok, Barny, Demi und Rocket                                                    | Koos de Ronde Favory Allegra Futar, Oosterwijk's Kasper, Siglavy Capriola Szilaj und Tjibbe | IJsbrand Chardon Casper, Kendi, Feles und Maestoso XLV-7                        |
| 2020/2021       | Bordeaux                          | Wertungsturniere und Finale vorsorglich aufgrund der COVID-19-Pandemie abgesagt              | Wertungsturniere und Finale vorsorglich aufgrund der COVID-19-Pandemie abgesagt             | Wertungsturniere und Finale vorsorglich aufgrund der COVID-19-Pandemie abgesagt |
| 2021/2022       | Leipzig (Weltcupfinale 2022)      |                                                                                              |                                                                                             |                                                                                 |

## Trivia
- Das CAI-W Windsor war Teil der Weltcupserie 2004/2005 und fand ausnahmsweise im Mai 2005 statt.
- Bei dem Turnier in Vigo Anfang 2004 wurden ausnahmsweise zwei Weltcupprüfungen bei einem Turnier ausgetragen.